# Єлизаветинська волость
Єлизаветинська волость — адміністративно-територіальна одиниця Полтавського повіту Полтавської губернії з центром у селі Єлизаветине.
Станом на 1885 рік складалася з 32 поселень, 8 сільських громад. Населення — 4820 осіб (2408 чоловічої статі та 2412 — жіночої), 739 дворових господарств.
|                     | Площа, десятин | У тому числі орної, дес. |
| ------------------- | -------------- | ------------------------ |
| Сільських громад    | 5950           | 5235                     |
| Приватної власності | 5889           | 3914                     |
| Іншої власності     | 40             | 34                       |
| Загалом             | 11879          | 9183                     |

Основні поселення волості:
- Єлизаветине (Абазівка) — колишнє власницьке село при річці Полузір'я за 18 верст від повітового міста, 180 осіб, 32 двори, православна церква, лавка, ярмарок, паровий млин.
- Курилехівські хутори — колишній державний хутір при річці Полузір'я, 740 осіб, 106 дворів, поштова станція, постоялий двір і 2 млини.
- Федіївка — колишнє державне село при річці Голтва, 940 осіб, 132 двори, 2 постоялиї двіри.